# فجاءه (روستا)
 فجاءه  (در عربی:  فُجاءَة )
نام روستایی است در عزلهٔ (مخلاف العود)، در دهستان فَروَة از توابع استان صَعده در کشور یمن در شبه جزیره عربستان. 

## جمعیت
جمعیت آن (۸۸ ) نفر (۱۴ خانوار) می‌باشد.